# جين كوتش
جين كوتش، (من مواليد 14 أغسطس 1968) هي ملاكمة بريطانية محترفة سابقة تنافست من عام 1994 إلى عام 2007. أصبحت أول ملاكمة مرخصة في المملكة المتحدة في عام 1998، وفازت بالعديد من الألقاب العالمية. أصبحت جين منذ ذلك الحين مروجه للملاكمة.

## خلفية
ولدت جين في فليتوود، لانكشاير، و طردت من مدرستها في بلاكبول وعاشت بعد ذلك "حياة مليئة بالخمر والمخدرات وقتال الشوارع". في سن السادسة والعشرين شاهدت فيلمًا وثائقيًا تلفزيونيًا عن الملاكمة للسيدات وقررت تجربته. في قتالها الرسمي الأول، مباراة الملاكمة التايلاندية، هزمت شرطية، وقالت عنها "كان من الرائع تسوية واحدة ضابط شرطة والحصول على أجر مقابل ذلك". لا تزال تقيم في فليتوود اعتبارًا من مارس 2022.

## مهنة الملاكمة الاحترافية
رفضت مجلس مراقبة الملاكمة البريطاني في البداية تمنح جين ترخيصًا احترافيًا على أساس أنها امرأة، وقال إن متلازمة سابقة للحيض جعلت النساء غير مستقرات للغاية بحيث لا يتمكنن من الملاكمة. بدعوى التمييز الجنسي وبدعم من لجنة تكافؤ الفرص، تمكنت كوتش من إلغاء هذا القرار من قبل المحكمة في مارس 1998. ومع ذلك، فقدت ذلك بعض الانتقادات حيث وصفت الرابطة الطبية البريطانية هذه النتيجة بأنها "امتداد مجنون لتكافؤ الفرص". سعت كوتش لاحقًا للحصول على الحق في محاربة خصم ذكر، لكنها لم تنجح. قالت 

الدخول إلى الحلبة ضد رجل لن يزعجني. تنافست مع الرجال سبعة أيام في الأسبوع، لذا لا يبدو الأمر كما لو أنها ستكون تجربة جديدة. إن الظهور في ويمبلي عنا الكثير بالنسبة لي.
حدث أول نجاح كبير لـ كوتش في معركتها الاحترافية الخامسة فقط في عام 1996 عندما فازت بلقب وزن الوسط الخفيف اتحاد الملاكمة الدولية للسيدات بفوزها على الفرنسية ساندرا جيجر على مدى عشر جولات في كوبنهاغن، الدنمارك. في هذه المعركة، لاحظت كوتش في عام 2004 أنه "لم يسبق لي أن تعرضت لضربة بهذه القوة طوال حياتي"، ووصفت جيجر بأنها "أقوى خصم قاتلته". كان أول دفاع لـ كوتش عن لقبها ضد الملاكمه الشهيره أندريا ديشونغ، الذي اقيفت في سبع جولات في نيو أورليانز، لويزيانا في مارس 1997.
كانت أول مباراة ملاكمة احترافية بين سيدات في المملكة المتحدة في نوفمبر 1998 في ستريثام في لندن، بين جين كوتش وسيمونا لوكيتش. فازت جين. في سبتمبر 2003، مركز ستابلز، لوس أنجلوس، خسرت كوتش بالنقاط على مدار ثماني جولات أمام الهولندية لوسيا ريكر التي تحظى بتقدير كبير. معركتها الأخيرة ضد آن صوفي ماتيس في 8 ديسمبر 2007، أسفرت عن الخسارة بالضربة القاضية الفنية.
أعلنت اعتزالها في 1 ديسمبر 2008 وقالت إنها تنوي الاستمرار كمروجة للملاكمة.
وقالت في ذلك الوقت "لقد كانت الملاكمة حياتي لفترة طويلة وستظل كذلك دائمًا، لكنني لن أفوّت تحطيم رأسي."}}
كان السجل الاحترافي الإجمالي لـ جين هو 28 فوزًا (9 KOs) و 11 هزيمة.

## إنجازات أخرى
في عام 2001، نشرت سيرتها الذاتية، جين كوتش – قاتل فليتوود.
- تعينت كوتش كعضو في وسام الإمبراطورية البريطانية (رتبة الإمبراطورية البريطانية) في حفل تكريمات عيد الميلاد الملكة عام 2007.[12]
- في عام 2012، مُنحت كاوتش جائزة المساهمة المتميزة اريدا /الصحوة لدورها في رفع مستوى الوعي العام وقبول المقاتلات.[13]
- في عام 2016، دخلت كاوتش في قاعة مشاهير الملاكمة الدولية للسيدات في فورت لودرديل، فلوريدا. انشئت وتأسيس قاعة مشاهير الملاكمة الدولية للسيدات في عام 2014 على يد سو تي إل فوكس.[14]

## مهنة ما بعد الملاكمة
في عام 2008 تنافست كاوتش في نسخه النجوم. في 20 ديسمبر 2008، شاركت كوتش في الترويج لحملة ترويجية مع ريكي هاتون في بريستول، أعلنت في فبراير 2009 عن شراكة أكثر رسمية مع عروض هاتون عندما وقعت كمنسقة للملاكمة.
وقالت كوتش إنها تؤيد منذ فترة طويلة إدراج الملاكمة للسيدات في الألعاب الأولمبية.
"ممارسة الملاكمة ليست أكثر خطورة على المرأة من الرجل. ستشجع الألعاب الأولمبية المزيد من الفتيات على الالتحاق بصالات الألعاب الرياضية حيث نأمل أن يتم الترحيب بهن."
في 12 أغسطس 2009، أفيد أن اللجنة الأولمبية الدولية بدت مستعدة لإدراج هذه الرياضة في دورة الألعاب الأولمبية الصيفية لعام 2012. في ديسمبر 2009، روجت كوتش لمسابقة في فندق ماريوت، بريستول. لدى جين أيضًا قناتها الخاصة على يوتيوب والتي تعرض مقابلات منتظمة مع الأشخاص المشاركين في الملاكمة.